# Sigebert von Minden
Sigebert (auch Sigbert, Siegbert; † 10. Oktober 1036) war von 1022 bis 1036 Bischof von Minden.
Er erhielt zwischen 1025 und 1033 fünf Schenkungen von Konrad II. In seine Amtszeit fällt 1024 ein Hoftag Konrads in Minden, bei dem Konrad Weihnachten in Minden verbrachte. Er nahm 1027 an der Synode von Frankfurt teil. Vor 1029 stiftete er die St.-Martini-Kirche in Minden, in der er auch begraben wurde.